# Andrzej Piotr Stefańczyk
Andrzej Piotr Stefańczyk (ur. 1967 w Końskich) – polski adiunkt w Katedrze Historii Filozofii Starożytnej i Średniowiecznej Katolickiego Uniwersytetu Lubelskiego Jana Pawła II.
W latach 1986–1993 odbył studia z zzakresu filologii klasycznej i filozofii teoretycznej na KUL. 23 października 2013 otrzymał stopień naukowy doktora na podstawie rozprawy Między koniecznością a wolnością. Relacja wolnej woli do przedwiedzy, predesynacji i łaski Bożej w doktrynie Anzelma z Canterbury. 24 sierpnia 2020 w Krakowie odznaczony został Krzyżem Wolności i Solidarności. 

## Zainteresowania naukowe
- Problem determinizmu i wolnej woli w filozofii starożytnej i średniowiecznej (m.in. Boecjusz, św. Augustyn, Anzelm z Canterbury, św. Tomasz z Akwinu, Jan Duns Szkot, L. Molina, G.W. Leibniz).
- Myśl św. Augustyna, św. Anzelma z Canterbury i L. Moliny.
- Logika modalna i teoria języka w myśli średniowiecznej.
- Teoria argumentacji (Arystoteles).

## Publikacje

### Książki
- Św. Anzelm z Canterbury, O prawdzie. O wolności woli. O upadku diabła, przekład, wstęp i komentarz A. Stefańczyk, Ad Fontes, t. XXI, Kęty 2011.
- Św. Tomasz z Akwinu, Komentarz do „Hermeneutyki” Arystotelesa, przekład, wprowadzenie i komentarz A. Stefańczyk, PTTA, Lublin 2013.
- Andrzej P. Stefańczyk, Między koniecznością a wolnością. Relacja wolnej woli do przedwiedzy, predestynacji i łaski Bożej w doktrynie Anzelma z Cantebury, Wydawnictwo KUL, Lublin 2015.
- Anzelm z Canterbury, O zgodności przedwiedzy, predestynacji i łaski Bożej z wolną wolą. Fragmenty filozoficzne, przekład, wprowadzenie i komentarze A. Stefańczyk, Wydawnictwo KUL, Lublin 2016.
- Temistiusz, Parafraza "O duszy" Arystotelesa, przekład, wstęp, komentarz M. Komsta; redaktor naukowy tomu A. Stefańczyk, seria Teksty-Przekłady-Komentarze, Lublin 2015.
- Jeżeli Bóg istnieje...Wolność człowieka a hipoteza teistyczna. Wybór tekstów, red. Andrzej P. Stefańczyk, tłumaczenia i komentarze M. Iwanicki, E. Jung, A. Kijewska, M. Koszkało, A. Stefańczyk, TN KUL, Lublin 2018.
- Jeżeli Bóg istnieje...Wolność człowieka a hipoteza teistyczna. Studia i eseje, red. Andrzej P. Stefańczyk, TN KUL, Lublin 2018.

### Wybrane artykuły
- Teoretyczne założenia „Retoryki” Arystotelesa, w: Retoryka antyczna i jej dziedzictwo, Warszawa 1996, s. 35-50.
- Pisteis w argumentacji retorycznej u Arystotelesa, "Roczniki Humanistyczne" 48, Lublin 2000, s. 21-33.
- Św. Augustyn, List 137 (do Woluzjana), "Vox Patrum 55", Lublin 2010, s. 883- 903.
- G.W. Leibniz, Prawdy konieczne i przygodne, "Roczniki Filozoficzne" 56/2, Lublin 2010, s. 395-405.
- G.W. Leibniz do B. de Voldera, Roczniki Filozoficzne 62/3, Lublin 2014, s. 103-113.
- Doctrinal Controversies of Carolingian Renaissance Period: Gottschalk of Orbais’ Teachings on  Predestination, RF 65 (3), Lublin 2017, s. 53-70.
- Marek Lechniak, Andrzej Stefańczyk, Strategie argumentacji w teorii retoryki Arystotelesa: entymematy pozorne i obalające, STUDIA SEMIOTYCZNE, t. XXXII, nr 1 (2018), s. 61-82.